# Грибль, Курт
Курт Грибль (род. 29 августа 1964, Аугсбург, Бавария) — немецкий юрист и политик (ХСС). С 1 мая 2008 года по 30 апреля 2020 года он был обер-бургомистром Аугсбурга.

## Карьера
Грибль родился в семье Курта и Розины Грибль, которые вместе занимались сельскохозяйственным и коммерческим бизнесом. После посещения начальной школы в районе Кригсхабер в Аугсбурге, он перешёл в гимназию Юстуса фон Либиха в Нойзесе в 1975 году. С 1986 по 1990 год изучал право в Аугсбургском университете. Во время работы юридическим клерком он получил докторскую степень в области права на кафедре Йорга Тенкхоффа. С 1986 по 1995 год он был первым командиром и командиром взвода добровольной пожарной части Аугсбург-Кригсхабер. После трёхлетней стажировки в районе Высшего земельного суда Мюнхена со стажем в правительстве Швабии, в окружном управлении Аугсбурга, в городе Аугсбурге и в окружном суде Аугсбурга, в 1993 году он поступил на работу в юридическую фирму в Аугсбурге, партнёром которой он является с 1996 года. В 2005 году был принят в качестве юриста-специалиста по строительному и архитектурному праву. С 2004 по 2007 год он преподавал в Дрезденском университете прикладных наук и Университете прикладных наук Митвайда.

## Политика
В сентябре 2006 года на тот момент независимый кандидат Грибль был выдвинут Аугсбургским ХСС как «Мистер Икс» кандидатом на выборах мэра в марте 2008 года. При первом голосовании 2 марта 2008 г. он неожиданно получил наибольшее количество голосов — 44,3 %. Действующий президент Пауль Венгерт (СДПГ) получил 40,6 %. Явка избирателей составила 47,6 %. На выборах в городской совет Грибль стал так называемым «королем голосов», набрав 65 581 голос. Во втором туре выборов 16 марта 2008 г. он победил Венгерта с 55,9 % при дальнейшем падении участия (примерно 45 %). Его инаугурация состоялась 2 мая 2008 года. В городском совете он правил в коалиции с группой граждан «Про Аугсбург», которая впервые вступила в должность, и «Свободными избирателями Баварии». По состоянию на конец 2012 года он больше не имел большинства в правительстве. Кадровые споры внутри ХСС привели к ряду выходов из коалиции.
Ещё до выборов он заявил, что после победы на выборах хочет вступить в ХСС. Прием был завершен 24 мая 2008 года на приеме граждан ХСС в Аугсбурге в присутствии председателя ХСС Эрвина Хубера и тогдашнего премьер-министра Баварии Гюнтера Бекштайна.
На выборах мэра 16 марта 2014 г. Грибль выиграл первый тур, набрав 51,8 % голосов против восьми оппозиционных кандидатов (Стефан Кифер/СДПГ/28,0 %; Петер Граб/Про Аугсбург/3,5 %; Райнер Эрбен/ Зеленые / 6,4 %). ; Фолькер Шафитель/ Свободные избиратели /2,7 %; Маркус Арнольд/ СвДП /0,6 %; Томас Лис/ АдГ /3,8 %; Кристиан Петтингер/ ОДП /1,1 %; Александр Зюссмайер/ Die Linke /1,9 %) и был утверждён в должности. Ева Вебер (ХСС) была избрана заместителем обер-бургомистра Грибля, а Штефан Кифер (СДПГ) был избран заместителем мэра.
Грибль создал в городском совете широкое правящее большинство из ХСС (23 места), СДПГ (13) и «Зелёных» (7). Поскольку городской совет СвДП входил в состав парламентской группы ХСС, «трехсторонний альянс» первоначально получил 44 из 60 голосов. Тем временем один член городского совета покинул парламентскую группу АдГ и присоединился к парламентской группе ХСС в качестве 24-го члена. В феврале 2017 года два депутата городского совета покинули фракцию ХСМ и вернулись в ХСС. Это означает, что правительственный альянс Грибля имеет в общей сложности 47 из 60 голосов и большинство в три четверти. В январе 2018 года к фракции ХСС присоединился ещё один бывший член городского совета АдГ. Фракция ХСС в городском совете Аугсбурга теперь насчитывает 27 членов.
В сферу деятельности Грибля входит расширение выставочного центра Аугсбурга, реконструкция конгресс-холла, строительство учебного центра по гребле на каноэ, строительство второй театральной площадки Brechtbühne, программа реконструкции школы, преобразование стадиона Курта Френцеля, начало перевода аугсбургской клиники в университетскую клинику, преобразование королевской площади (Königsplatz) в пешеходную зону как части центра мобильности в Аугсбурге и изменение центра города.
Грибль является членом исполнительного комитета Немецкой ассоциации городов с июня 2014 года. В июне 2015 года он был избран одним из заместителей президента и вице-президента Немецкой ассоциации городов.
В июле 2014 года избран 1-м заместителем председателя Баварской ассоциации городов. 12 июля 2017 года Грибль был избран новым председателем Баварской ассоциации городов, сменив на этом посту Ульриха Малого, занимавшего этот пост шесть лет. На 56-й Генеральной ассамблее в Регенсбурге 15 июля 2020 года Грибль больше не баллотировался на пост обер-бургомистра. Его преемником стал Маркус Паннермайер.
Грибль был одним из заместителей председателя ХСС с ноября 2015 года.
13 марта 2019 года Грибль объявил, что не будет баллотироваться на третий срок на пост обер-бургомистра а местных выборах 2020 года. Ева Вебер (ХСС) была избрана его преемницей.

## Личная жизнь
- Курт Грибль женат на Зигрид Грибль (Ш. Эйнфальт) с 2014 года. Она была его личным советником во время избирательной кампании 2007/2008 гг.[8]
- У Курта Грибля трое детей от первого брака, который распался в 2010 году[9].